# Тихая прохлада
«Тихая прохлада» — американский кинофильм 1986 года.

## Сюжет
В лесной глуши наркоторговцы убивают семью случайных свидетелей, заехавших в лес на пикник, только одному мальчику удаётся спастись. Он остаётся жить в лесу и обдумывает, как отомстить за смерть своих родителей. Затем из Нью-Йорка приезжает полицейский Джо Дилэйн, который является мужем его сестры и будет помогать мальчику.

## В ролях
| Актёр              | Роль        |
| ------------------ | ----------- |
| Джеймс Ремар       | Джо Дилэйн  |
| Ник Кассаветис     | Уоленс      |
| Адам Колман Говард | Джошуа Грир |
| Дафни Эшбрук       | Кэти Грир   |
| Брукс Гарднер      | Пинк        |
| Джаред Мартин      | Майк Прайр  |
| Джо Сэгол          | Токер       |
| Крис Малки         | Рэд         |
| Клейтон Ланди      | Кайро       |
| Роб Моран          | Бриггс      |
| Френ Райан         | Ма          |
| Тед Уайт           | Эллис       |

## Съёмочная группа
- Автор сценария: Клэй Боррис
- Режиссёр: Клэй Боррис
- Композитор: Джей Фергусон
- Оператор: Жак Эткин

## Интересные факты
- Во второй части фильма, в одной из сцен, бандиты смотрят по телевизору фильм Кошмар на улице Вязов.